# Geoff Bumstead
Geoffrey „Geoff“ Bumstead (* 8. Juni 1972 in Winnipeg, Manitoba) ist ein ehemaliger kanadischer Eishockeyspieler und Mixed-Martial-Arts-Kämpfer im Halbschwergewicht bzw. Schwergewicht.

## Karriere
Geoff Bumstead spielte in seiner Heimat in unterschiedlichen Nachwuchsmannschaften, zuletzt auf dem zweithöchsten Junioren-Niveau für die Winnipeg South Blues in der Manitoba Junior Hockey League, in der er in der Saison 1989/90 als Rookie of the Year ausgezeichnet wurde. Ab 1990 war er vier Jahre lang für das Eishockeyteam der Cornell University aktiv.
Seine Profikarriere begann Bumstead in der Saison 1994/95 in Deutschland, wo er zunächst für den Neusser EC in der zweitklassigen 1. Liga aufs Eis ging. Doch schon nach wenigen Spielen wechselte er zum neu gegründeten Iserlohner EC (IEC) in die 2. Liga, bei dem er sich vor allem in der Relegationsrunde mit 53 Scorerpunkten in 20 Spielen neben seinem Landsmann Rob Hrytsak zum auffälligsten Akteur entwickelte. Nach dem Aufstieg mit dem IEC kehrte der Flügelstürmer nach Nordamerika zurück und spielte in den folgenden Jahren für die Alaska Gold Kings, New Mexico Scorpions und Reno Rage.
Ab 1998 spielte Bumstead für die Corpus Christi Ice Rays, zunächst drei Jahre in der Western Professional Hockey League. Dort war er in der Saison 1999/2000 nicht nur der erfolgreichste Vorlagengeber (86 Assists), sondern mit 120 Punkten in 70 Hauptrundenspielen auch Topscorer der Liga. Nach einem Jahr ohne Einsätze absolvierte er in der Spielzeit 2002/03 zehn weitere Spiele für die nun in der Central Hockey League spielenden Ice Rays. Anschließend beendete er seine Eishockeykarriere.

### Mixed Martial Arts
Als Kämpfer in den Mixed Martial Arts (MMA) trat Bumstead, der auch nach dem Ende seiner Eishockeykarriere in Corpus Christi lebte, im Jahr 2007 in Erscheinung. Er absolvierte vier Kämpfe, jeweils zwei im Halbschwergewicht und zwei im Schwergewicht. Drei Siege stehen einer Niederlage gegenüber.

## Erfolge und Auszeichnungen
- 1990 MJHL Rookie of the Year
- 1995 Aufstieg in die 1. Liga mit dem Iserlohner EC
- 2000 Topscorer der Western Professional Hockey League (WPHL)
- 2000 Bester Vorlagengeber der WPHL

## Karrierestatistik

### Eishockey
(Legende zur Spielerstatistik: Sp oder GP = absolvierte Spiele; T oder G = erzielte Tore; V oder A = erzielte Assists; Pkt oder Pts = erzielte Scorerpunkte; SM oder PIM = erhaltene Strafminuten; +/− = Plus/Minus-Bilanz; PP = erzielte Überzahltore; SH = erzielte Unterzahltore; GW = erzielte Siegtore; 1 Play-downs/Relegation; Kursiv: Statistik nicht vollständig)

### Mixed Martial Arts
| Ergebnis   | Profi-Rekord | Gegner        | Datum             | Veranstaltung                    | Methode                    | Runde | Zeit |
| ---------- | ------------ | ------------- | ----------------- | -------------------------------- | -------------------------- | ----- | ---- |
| Sieg       | 1-0          | Chris Herbold | 27. Februar 2007  | JJL Promotions – Sudden Impact 1 | TKO (Schläge)              | 1     | 0:27 |
| Niederlage | 1-1          | Jesse Vasquez | 24. März 2007     | RFN – Revolution Fight Night 1   | KO                         | 1     | 0:00 |
| Sieg       | 2-1          | Issac Eubank  | 1. Mai 2007       | JJL Promotions – Sudden Impact 2 | Aufgabe                    | 1     | 2:30 |
| Sieg       | 3-1          | Robert Ruiz   | 10. November 2007 | EliteXC – Renegade               | Aufgabe (Rear-Naked Choke) | 1     | 1:30 |